# 참홍어
참홍어(학명: Beringraja pulchra)는 홍어목 홍어과 참홍어속에 속하는 연골어류이다. 한국, 중국, 일본 등 태평양 북서부 해안에 분포한다. 최대 1.12m까지 자랄 수 있다.